# Goldach, Sankt Gallen
Goldach är en ort och kommun i distriktet Rorschach i kantonen Sankt Gallen, Schweiz. Kommunen har 9 709 invånare (2023).
Goldach ligger väster om  Rorschach vid Bodensjön.